# Gabinet doktora Caligari (film 1920)

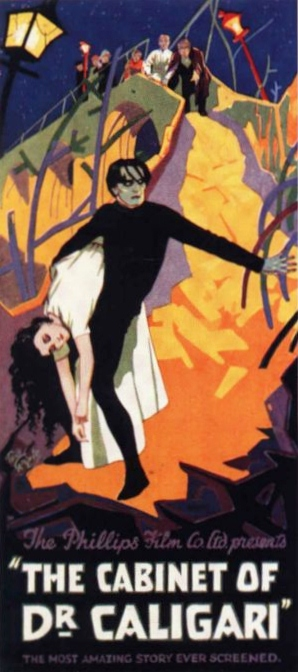
Amerykański plakat do filmu.

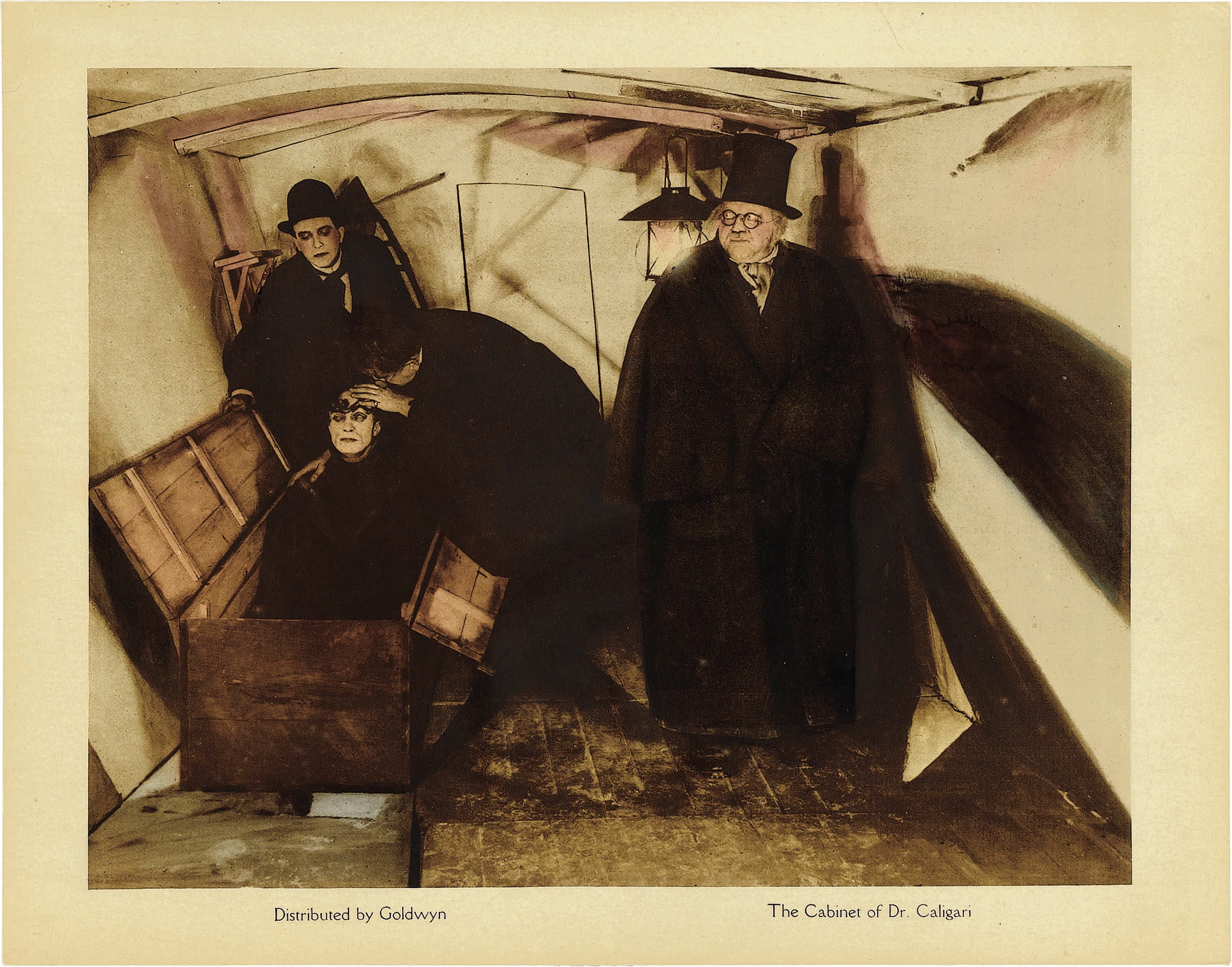
Karta promocyjna przedstawiająca doktora badającego Cesare'a.

Gabinet doktora Caligari (oryg. Das Cabinet des Dr. Caligari) – film niemy z 1920 roku, wyreżyserowany przez Roberta Wiene. Jedno z najwcześniejszych dzieł niemieckiego ekspresjonizmu filmowego, które wywarło duży wpływ na rozwój kinematografii. Gabinet doktora Caligari jest także uznawany za jeden z pierwszych filmów grozy.

## Fabuła
Film rozpoczyna się sceną rozmowy Francisa – jednego z głównych bohaterów – z drugim mężczyzną. Francis opowiada historię, która mu się niegdyś przytrafiła.
W małym niemieckim miasteczku Holstenwall pojawia się tajemniczy doktor Caligari. Gdy próbuje zarejestrować swoje przedstawienie, lokalny urzędnik traktuje go z pogardą. W nocy urzędnik zostaje zamordowany. Tego samego dnia mieszkający w Holstenwall Francis wraz ze swoim przyjacielem Alanem, nieświadomi tych wydarzeń, udają się do jarmarcznego gabinetu doktora Caligari. Tam są świadkami pokazu przebudzenia śpiącego od urodzenia somnambulika Cesare. Rozbudzony lunatyk, który wedle zapewnień Caligari zna odpowiedź na każde zadane mu pytanie, przepowiada Alanowi, że ten umrze jeszcze przed wschodem słońca. Przepowiednia wypełnia się.
Podejrzenie pada na doktora Caligari i jego lunatyka. Francis wraz z funkcjonariuszem policji udają się przesłuchać podejrzanych, jednak w tym samym czasie zostaje zatrzymany na gorącym uczynku inny mężczyzna, który usiłował popełnić podobną do poprzednich zbrodnię. Przestępca przyznaje się jednak tylko do czynu, na którym go przyłapano, twierdząc, że chciał w ten sposób odpowiedzialnością za swój postępek obarczyć nieznanego seryjnego mordercę. Francis wierzy aresztantowi i na własną rękę śledzi doktora Caligari i jego somnambulika. Wszystko wydaje się być w porządku, lunatyk śpi w swojej skrzyni, doktor czuwa przy nim.
Tymczasem ukochana Francisa zostaje porwana, a następnie w wyniku pościgu, zorganizowanego przez  mieszkańców miasta, odzyskana. Porywaczowi udaje się zbiec. Policjanci w towarzystwie Francisa powracają do doktora Caligari, okazuje się, że zamiast Cesare’a w skrzyni leży jego kukła. Zdemaskowany Caligari ucieka i skrywa się w pobliskim szpitalu dla obłąkanych. Ku swojemu przerażeniu Francis odnajduje go tam jako szanowanego dyrektora placówki. Gdy dyrektor opuszcza zakład, wraz z policją i lekarzami przeszukuje jego gabinet. Odnajduje dziennik doktora, z którego wynika, że prowadzi on badania nad somnambulizmem. Wzoruje się na prawdziwym doktorze Caligari, żyjącym w XVIII wieku, który odkrył, jak można zmusić lunatyka do popełniania morderstwa – czynu, którego, nie dopuściłby się na jawie. Celem dyrektora zakładu jest powtórzenie tego osiągnięcia, a Cesare jest jego ofiarą. Rzekomy Caligari zostaje schwytany i zamknięty w szpitalnej celi.
Na tym kończy się opowieść Francisa, a zaraz potem okazuje się, że obaj rozmówcy znajdują się w przedstawionym przez niego szpitalu dla chorych umysłowo. Jane – narzeczona, oraz Cesare – lunatyk, tak samo jak Francis, są pacjentami placówki. Na widok dyrektora szpitala, w którym rozpoznaje doktora Caligari, Francis staje się agresywny. Po obezwładnieniu go przez sanitariuszy i krótkim badaniu doktor stawia diagnozę i podejmuje decyzję co do dalszego leczenia.

## Interpretacje
Film Roberta Wiene skierowany był do publiczności o wyrobionych gustach, potrafiącej docenić jego wartość artystyczną.  Jako pierwsi dzieło docenili krytycy francuscy, którzy mieli okazję oglądać premierę Gabinetu podczas spotkań Stowarzyszenia Klubu Filmowego Francji, zrzeszającego twórców i miłośników kina.
Po II wojnie światowej za sprawą pozaartystycznej interpretacji Siegfrieda Kracauera Gabinet doktora Caligari zaczął być odczytywany na nowy sposób. Według badacza Caligari, bezwzględny doktor, jest pierwszym z szeregu tyranów zaludniających wyobraźnię niemieckiego widza. Jego całkowicie posłusznym poddanym jest somnambulik Cezar, który nie waha się na rozkaz swojego pana popełnić zbrodnię. Film stanowi wyraz zbiorowej nieświadomości weimarskiego społeczeństwa, pierwszy sygnał nadchodzącej ery Hitlera i totalitaryzmu w Niemczech. Ostateczne zdemaskowanie Francisa jako osobnika chorego psychicznie – zdaniem krytyka – nie podważa tej interpretacji, lecz przeciwnie, wzmacnia ją. Swoje spostrzeżenia Kracauer zawarł w wydanej po II wojnie światowej książce pod znaczącym tytułem Od Caligariego do Hitlera (1947).
Współcześni badacze są zdania, że rama narracyjna zastosowana w filmie (historia doktora Caligari jako opowieść Francisa) jest przyczyną powstania ontologicznej dwuznaczności: nie wiadomo, która z dwóch zaprezentowanych rzeczywistości jest prawdziwa. Widz musi zdecydować, czy świat przedstawiony przez Francisa jest rzeczywiście rojeniem chorego umysłu, czy może przeciwnie, zupełnie zdrowy Francis został uwięziony przez podstępnego Caligari w zakładzie dla obłąkanych. Narracja filmu prowadzona z punktu widzenia Francisa może skłaniać do przyjęcia tej drugiej perspektywy.

## Estetyka filmu
Wśród badaczy kina zdania są podzielone, co do kwestii, czy Gabinet jest pierwszym, czy jednym z pierwszych filmów ekspresjonistycznych (zależy to m.in. od przyjętej przez badacza definicji ekspresjonizmu). Film Wiene określa się jako „oficjalny” początek niemieckiego ekspresjonizmu filmowego. Wśród innych filmów w tej estetyce, niewiele przykłada tak dużą wagę do scenografii jak Gabinet doktora Caligari. Film Wiene był próbą nobilitacji sztuki filmowej, jest niekiedy określany mianem „kina scenografów”, których znaczenie dla kształtu dzieła było w nim kluczowe (scenografię tworzyli Hermann Warm, Walter Reimann i Walter Röhrig). Wszystkie sceny zostały nagrane w studio filmowym. Twórcy nie nakręcili ani jednego ujęcia w plenerze (choć w 1920 roku była to powszechnie stosowana metoda). Każdy kadr bardzo dokładnie przygotowano wraz ze wszystkimi detalami, kamera pozostawała nieruchoma. Dekoracje są nierealistyczne, dominują w nich linie krzywe, często ograniczają trajektorię ruchu aktorów w przestrzeni kadru (np. ucieczka Cezara z porwaną Jane), przedstawione przedmioty są niefunkcjonalne (np.: groteskowo wysokie stołki urzędników, krzywe kształty drzwi i okien). Scenografia zrywa z iluzją perspektywy, jest oświetlona sztucznym światłem, niektóre cienie są po prostu namalowane na podłodze i ścianach. Wszystko to sprawia, że świat przedstawiony filmu wydaje się sztuczny. Gabinet doktora Caligari kopiuje ekspresjonistyczną konwencję teatralnej scenografii, popularną na przełomie drugiej i trzeciej dekady XX wieku.
Gabinet zapoczątkował także modę na ramę narracyjną w fabule ówcześnie tworzonych dzieł filmowych.

## Obsada
- Werner Krauss jako doktor Caligari / dyrektor szpitala psychiatrycznego
- Conrad Veidt jako Cesare
- Friedrich Feher jako Francis
- Lil Dagover jako Jane
- Hans Heinrich von Twardowski jako Alan
- Rudolf Lettinger jako doktor Olson

## Inne filmy o Caligarim
W 1962 roku powstał film The Cabinet of Caligari, którego scenarzystą był Robert Bloch. Ponad czterdzieści lat później, w roku 2005, premierę odnotował kolejny remake filmu.
Do Gabinetu doktora Caligari nawiązuje film Martina Scorsese Wyspa tajemnic z 2010.